# Ткачук Світлана Сергіївна
Світлана Сергіївна Ткачук (нар. 14 січня 1952, с. Селище Сокирянський район Чернівецька область) — українська науковиця, доктор медичних наук, професор, завідувач кафедри фізіології Буковинського державного медичного університету (БДМУ).

## Біографія
Світлана Ткачук народилася 14 січня 1952 року у селі Селище Сокирянського району Чернівецької області. Закінчила Чернівецький державний медичний інститут (1975). Після проходження інтернатури працювала лікарем-ендокринологом Рокитнянської центральної районної лікарні. У 1981 році закінчила аспірантуру з нормальної фізіології. Під керівництвом професорів Я. Д. Кіршенблата та О. Г. Резнікова виконала і захистила кандидатську дисертацію «Участие холино-и адренореактивных звеньев в механизмах передачи влияний миндалевидных ядер на яичники».

## Трудова, наукова діяльність
Працювала асистентом, згодом — доцентом кафедри нормальної фізіології. У 2000 році захистила докторську дисертацію на тему: «Нейроендокринні та біохімічні механізми порушень стрес-лімітуючої та стрес-реалізуючої систем мозку у щурів з синдромом пренатального стресу» за спеціальністю 14.03.04 — патологічна фізіологія. З 2001 року — професор кафедри нормальної фізіології, з 2005- завідувач кафедри фізіології БДМУ.
Основний напрямок наукових досліджень — механізми нейроімуноендокринної регуляції функцій організму. Наукові дослідження розпочато у 1979 році під керівництвом професора Я. Д. Кіршенблата. Нового спрямування наукові дослідження дістали під керівництвом чл.-кор. НАН і АМН України О. Г. Резнікова. Керівник семи захищених та 5 запланованих кандидатських дисертацій.
За результатами наукової роботи опубліковано більш, ніж 200 робіт, у тому числі 3 монографії, 4 навчально-методичних посібники.
Член вченої ради БДМУ, член спеціалізованих вчених рад Д 58.601.01 при Тернопільському державному медичному університеті імені І. Я. Горбачевського та К 76.600.02 при Буковинському державному медичному університеті.

## Наукові досягнення
- Кандидат медичних наук (1984).
- Доцент (1994).
- Доктор медичних наук (2000).
- Професор (2002).

## Наукові праці
- Мислицький В. Ф., Пішак В. П., Ткачук С. С. Структурований довідник з біології: в 3-х частина. — Ч. 3. Біологія людини. — Чернівці: Медакадемія, 2002. — 310 с.
- Мислицький В. Ф., Пішак В. П., Ткачук С. С., Філатова Л. О. Основи імунопатології. — Чернівці: Медакадемія, 2002. — 226 с.
- Пішак В. П., Мислицький В. Ф., Ткачук С. С. Спадкові синдроми з основами молекулярної діагностики. — Чернівці: Медакадемія, 2004. — 388 с.
- Резников А. Г., Пишак В. П., Носенко Н. Д., Ткачук С. С., Мислицкий В. Ф. Пренатальный стрес и нейроэндокринная патология. — Черновцы: Медакадемія, 2004. — 351 с.
- Пішак В. П., Велик Р. Є, Заморський І. І., Роговий Ю. Є., Ткачук С. С. Нейроендокринна регуляція хроноритмів функцій нирок у ссавців. — Чернівці: Медакадемія, 2005. — 166 с.